# Harlekijnboktor
De harlekijnboktor (Acrocinus longimanus) is een keversoort uit de familie van de boktorren (Cerambycidae). De wetenschappelijke naam van de soort werd voor het eerst geldig gepubliceerd in 1758 door Linnaeus.
De kever heeft een opvallende lichaamskleur bestaande uit witte en roodbruine vlakken. Op de dekschilden zijn patronen van kleine, zwarte putjes aanwezig. De harlekijnboktor heeft relatief zeer lange poten en antennes.

## Paargedrag
Het mannetje van de harlekijnboktor gebruikt zijn lange voorpoten om vrouwtjes te lokken.